# Athis-de-l'Orne
Pour les articles homonymes, voir Athis et Orne.
Athis-de-l’Orne est une ancienne commune française, située dans le département de l'Orne en région Normandie, devenue le 1er janvier 2016 une commune déléguée au sein de la commune nouvelle d'Athis-Val-de-Rouvre.
Elle est peuplée de 2 516 habitants.

## Géographie

### Localisation
La commune est aux confins du Bocage flérien, de la Suisse normande et du pays d'Houlme. Son bourg est à 8,5 km au sud-est de Condé-sur-Noireau, à 9,5 km au nord-est de Flers, à 17 km au nord-ouest de Briouze et à 30 km à l'ouest de Falaise.
Couvrant 3 247 hectares, Athis-de-l'Orne est la commune la plus étendue de son canton. Son territoire est bordé par la Vère et le Lembron, affluent de la Rouvre.
| Saint-Pierre-du-Regard | Sainte-Honorine-la-Chardonne | Sainte-Honorine-la-Chardonne                                                                    |
| Montilly-sur-Noireau   | Athis-de-l'Orne              | Taillebois (comm. nouv. d'Athis-Val-de-Rouvre), Ronfeugerai (comm. nouv. d'Athis-Val-de-Rouvre) |
| Aubusson               | Flers                        | Ronfeugerai (comm. nouv. d'Athis-Val-de-Rouvre)                                                 |

### Géologie

Carte géologique du Massif armoricain, avec au nord-est le batholite mancellien et ses nombreux plutons de granite cadomien (Trégor, Lanhélin, Louvigné, Vire, Avranches, Athis…). Ce batholite dessine une ellipse de 150 km (d'Alençon à la Rance) sur 90 km (de Vitré à Vire).

Athis est localisée dans la partie orientale du domaine nord armoricain. Le massif granitique d'Athis-Putanges fait partie d'un ensemble plus vaste, le batholite mancellien. Ce massif prend la forme d'un ellipsoïde de 25,4 km de longueur sur 11,9 km de largeur. Son altitude moyenne de 225 m est dominée par une auréole de cornéennes qui culmine à 260 m. La mise en place du pluton vers 550 Ma a induit en effet une auréole de thermométamorphisme constituée de cornéennes à cordiérite et de schistes tachetés formés aux dépens du flysch briovérien, et qui atteignent au nord-est du massif une largeur de 800 m. Dans sa partie nord-est, il est recouvert en contact stratigraphique par les terrains cambriens plissés lors de l'orogenèse varisque (les conglomérats cambriens du flanc sud du synclinal de La Forêt-Auvray peuvent être observés dans l'escarpement de la Roche d'Oëtre).  Le « granite » cadomien d'Athis est une granodiorite de teinte gris-bleu, à texture grenue, isogranulaire et à grain moyen, présentant des enclaves (de gneiss témoin de la croûte inférieure, de cornéennes et de plages de cordiérite, témoins non assimilés de l'auréole).

## Toponymie
Le nom de la localité est attesté sous la forme Athies vers 1350.
Les toponymes de type Athis sont issus du gaulois Attegia, « cabane », ou d’un lieu de traversée d’un cours d’eau. 
Le locatif de-l'Orne est ajouté en 1968.
Le gentilé est Athisiens.

## Histoire
Pendant le régime de Vichy, il y existait un centre de rassemblement des étrangers.
Le 1er janvier 2016, Athis-de-l'Orne intègre avec sept autres communes la commune d'Athis-Val-de-Rouvre créée sous le régime juridique des communes nouvelles instauré par la loi no 2010-1563 du 16 décembre 2010 de réforme des collectivités territoriales. Les communes d'Athis-de-l'Orne, Bréel, La Carneille, Notre-Dame-du-Rocher, Ronfeugerai, Ségrie-Fontaine, Taillebois et Les Tourailles deviennent des communes déléguées et Athis-de-l'Orne est le chef-lieu de la commune nouvelle.

## Héraldique
| Blason de Athis-de-l'Orne | Blason  | D'argent aux deux chevrons de sable accompagnés de trois canettes du même. |
| Blason de Athis-de-l'Orne | Détails |                                                                            |

## Politique et administration

### Administration municipale
| Période                                  | Période       | Identité                         | Étiquette      | Qualité                                                                       |
| ---------------------------------------- | ------------- | -------------------------------- | -------------- | ----------------------------------------------------------------------------- |
| Les données manquantes sont à compléter. |               |                                  |                |                                                                               |
| avant 1914                               | 1937          | Guy Velay                        | RG             | Agriculteur-éleveur, propriétaire Conseiller général (1913 → 1937)            |
| 1937                                     |               | Ernest Montembault               |                | Médecin                                                                       |
| Les données manquantes sont à compléter. |               |                                  |                |                                                                               |
| 1948                                     | mars 1971     | Roger Pichard                    | DVD            | Notaire Conseiller général (1972 → 1982)                                      |
| mars 1971                                | mars 2001     | Maurice Duron (1937-2013)        | UDF-PR puis DL | Pharmacien Conseiller général (1982 → 2008) Conseiller régional (1986 → 1998) |
| mars 2001                                | mars 2008     | Jean-Claude Lebailly (1941-2009) | SE             | Retraité                                                                      |
| mars 2008                                | décembre 2015 | Alain Lange                      | DVD            | Cadre de l'industrie automobile                                               |

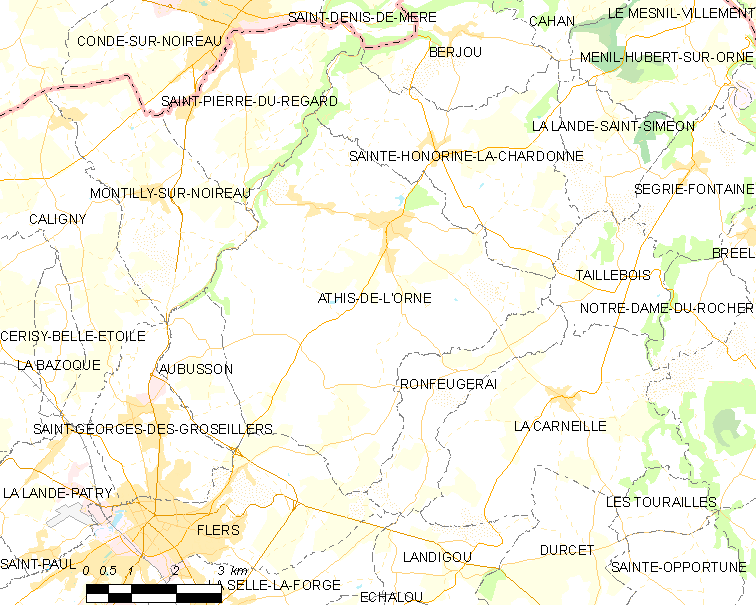
Carte d'Athis-de-l'Orne et des communes alentour.

Le conseil municipal était composé de vingt-trois membres dont le maire et quatre adjoints. Ces conseillers intègrent au complet le conseil municipal d'Athis-Val-de-Rouvre le 1er janvier 2016 jusqu'en 2020 et Alain Lange devient maire délégué d'Athis-de-l'Orne et est élu maire de la commune nouvelle.

## Démographie
En 2021, la commune comptait 2 516 habitants. Depuis 2004, les enquêtes de recensement dans les communes de moins de 10 000 habitants ont lieu tous les cinq ans (en 2008, 2013, 2018, etc. pour Athis-de-l'Orne) et les chiffres de population municipale légale des autres années sont des estimations.
Athis a compté jusqu’à 4 645 habitants en 1846.
| 1793  | 1800  | 1806  | 1821  | 1831  | 1836  | 1841  | 1846  | 1851  |
| ----- | ----- | ----- | ----- | ----- | ----- | ----- | ----- | ----- |
| 3 433 | 3 351 | 3 637 | 3 780 | 4 300 | 4 537 | 4 449 | 4 645 | 4 605 |

| 1856  | 1861  | 1866  | 1872  | 1876  | 1881  | 1886  | 1891  | 1896  |
| ----- | ----- | ----- | ----- | ----- | ----- | ----- | ----- | ----- |
| 4 595 | 4 507 | 4 308 | 4 142 | 3 980 | 3 721 | 3 631 | 3 272 | 3 051 |

| 1901  | 1906  | 1911  | 1921  | 1926  | 1931  | 1936  | 1946  | 1954  |
| ----- | ----- | ----- | ----- | ----- | ----- | ----- | ----- | ----- |
| 2 881 | 2 673 | 2 443 | 2 090 | 2 013 | 2 016 | 1 824 | 1 959 | 1 965 |

| 1962  | 1968  | 1975  | 1982  | 1990  | 1999  | 2008  | 2013  | 2018  |
| ----- | ----- | ----- | ----- | ----- | ----- | ----- | ----- | ----- |
| 2 047 | 2 016 | 2 202 | 2 369 | 2 395 | 2 421 | 2 624 | 2 564 | 2 525 |

| 2019  | - | - | - | - | - | - | - | - |
| ----- | - | - | - | - | - | - | - | - |
| 2 514 | - | - | - | - | - | - | - | - |

## Économie

### Industries
- Thermocoax : spécialiste de la conception, du développement et de la fabrication d’applications basées sur la technologie du câble blindé à isolant minéral dans les secteurs de niches, tels que le nucléaire, l’aéronautique et le spatial, les semi-conducteurs, la pétrochimie, le médical[18]…

### Médias
Le journal Le Courrier d'Athis paraît à Athis-de-l'Orne entre 1891 et 1930.

## Lieux et monuments
- L'église Saint-Vigor (XIXe siècle) fait l’objet d’une inscription au titre des monuments historiques depuis le 16 février 2006[20].
- Usines, ateliers de filatures (XIXe siècle).
- Dans les dossiers du Patrimoine industriel de l'Orne : cinq filatures, une usine de tissage-ouvrages en amiante, deux usines de matériel radioélectrique, une usine de peausserie, une usine d'ouvrage en amiante-usine de ouate.
- Motte signalée par Léon Coutil[21].

## Activité, manifestations et distinctions

### Label
La commune est une ville fleurie (deux fleurs) au concours des villes et villages fleuris.

### Sports
L’Union sportive athisienne fait évoluer deux équipes de football en divisions de district.
Le Club de tennis de table d'Athis-de-l'Orne (CTT Athis) fait évoluer deux équipes au niveau départemental et une équipe en régional 3. Elle joue dans la nouvelle salle inaugurée au début des années 2000.
L'association Musicacorps organise des cours de danse pour enfants et adultes (danse moderne, éveil et initiation à la danse, hip hop (break dance)) et relaxation.
Le Trail de la vallée de la Vère s'y déroule tous les ans au mois de mai depuis 1997. Les départs sont lancés sur la place et les trois circuits traversent les communes voisines (Sainte-Honorine-la-Chardonne, Saint-Pierre-du-Regard, Saint-Denis-de-Méré, Berjou).

### Jumelages
- Bromyard (Royaume-Uni) depuis 1980.
- Schöppenstedt (Allemagne) depuis 1986.

## Personnalités liées à la commune
- Alexandre Barrabé (1816 à Athis – 1897), maire de Rouen.
- Thibault Moulin (né en 1990), footballeur professionnel et international espoir ayant joué en Ligue 1 avec le SM Caen a débuté à l'US athisienne.